# 후지와라노 사다요리
후지와라노 사다요리(일본어: 藤原定頼, 995년 ~ 1045년)는 일본 중고36가선중 한명이자 백인일수중 한명이다. 헤이안(平安) 중기의 공가(公家)이자 가인(歌人)이었다. 조토쿠(長徳)원년 (995년)에 권대납언(権大納言)이던 후지와라노 긴토(藤原公任)의 아들로 태어났다.
간코(寛弘)4년 (1007년)에 종5위하(従五位下), 우근위소장(右近衛少将), 우대승(右中弁)을 지냈다. 간닌(寛仁)원년 (1017년)엔 정4위하(正四位下), 간닌 4년 (1020년)에는 참의(参議), 공경(公卿)을 역임하였다. 지안(治安) 2년 (1022년)에 종3위(従三位), 조겐(長元) 2년 (1029년)에는 권중납언(権中納言), 조큐(長久) 3년 (1042년)에는 정3위(正二位)에 보위했다. 간토쿠(寛徳)원년 (1044년)에 병환이 깊어 출가하였고 그 다음해 숨을 거두었다.
그는 학식이 깊었으며, 특히 기악, 고사, 독경, 작문에 능통했다고 전해진다. 외모도 수려하였다고 전해진다. 칙찬와카집(勅撰和歌集)에 45수(首)가 정리되어 있다.

## 일화
또한 백인일수에 포함되어 있는 고시키부노 나이시(小式部内侍)와 같은 가단(歌壇)에 들어있던 후지와라노 사다요리는 어느날 고시키부노 나이시에게 "가단 모임때 낼 와카(和歌)를 검토받기 위해서 이즈미 시키부(和泉式部)가 있는 단고(丹後)에 전갈을 보냈느냐"라고 조롱하였다. 이는 고시키부노 나이시의 작가(作歌) 실력을 폄하하고 있는 한편, 작가의 실력은 뛰어나나 여러 추문을 가지고 있던 그녀의 어머니 이즈미 시키부를 통틀어 풍자하는 것이었다. 이에 고시키부노 나이시는 그자리에서 곧바로 와카를 지었는데, 짧은 문장으로 중의적 해석을 가지게 하는 고급적인 작가로 단번에 후지와라노 사다요리의 조롱을 압도하였다. 이 일이 계기가 되어 훗날 두 남녀는 연인의 관계까지 다다랐으나 고시키부노 나이시가 요절하는 바람에 둘의 사랑은 오래가지는 않았다.